# Maackia floribunda
Maackia floribunda là một loài thực vật có hoa trong họ Đậu. Loài này được (Miq.) Takeda miêu tả khoa học đầu tiên.